# كريم محراب (الهايي)
كريم محراب (بالفارسية: کریم محارب) هي قرية وتقع في إيران في قسم الهايي الريفي. يقدر عدد سكانها بـ 104 نسمة بحسب إحصاء 2016.